# Timarcha apuana
Timarcha apuana là một loài bọ cánh cứng trong họ Chrysomelidae. Loài này được Daccordi & Ruffo miêu tả khoa học năm 1990.